# Pesanggrahan (Jangkar)
Pesanggrahan is een bestuurslaag in het regentschap Situbondo van de provincie Oost-Java, Indonesië. Pesanggrahan telt 2575 inwoners (volkstelling 2010).